# Sybra carinipennis
Sybra carinipennis là một loài bọ cánh cứng trong họ Cerambycidae.